# Krak des Chevaliers
Krak des Chevaliers (též Crac des Chevaliers, výsl. [de šɘvalje], arabsky قلعة الحصن‎ Qal'at al-Husn nebo حصن الأكراد Hisn al-Akrád) je zřícenina křižáckého hradu v Sýrii. Od roku 2006 je zapsána na seznamu světového dědictví UNESCO.

## Jméno
Jméno pochází ze starosyrštiny, a znamená pravděpodobně „pevnost“. Název také může být odvozen z řeckého slova charax, znamenající „zeď“. Arabové pevnosti říkali Hisn al-Akrad, což francouzští křižáci později zkomolili na Le Crat a později na Krak. Přídomek des Chevaliers pochází z francouzštiny a znamená rytířský, patřící rytířům. Celé jméno hradu se tedy dá přeložit jako Pevnost rytířů. Označení krak se vyskytuje i v názvu hradů Krak des Moabites (pevnost Moábitů) nebo Krak de Montréal (pevnost na Královské hoře).

## Poloha
Hrad se nachází v Homské trhlině, 65 kilometrů západně od města Homs a nedaleko hranic s Libanonem . Administrativně spadá pod guvernorát Homs. Leží na cestě z Antiochie do Bejrútu a ke Středozemnímu moři. Byl součástí sítě pevností, kterou vybudovali křižáci na obranu svého panství před muslimy. Krak des Chevaliers střežil cestu k moři, ale z této základny měli obránci hradu pod kontrolou oblast Homského jezera na východě, čímž mohli kontrolovat rybolov a vyhlížet muslimská vojska přicházející ze syrského vnitrozemí.

## Historie

### Antika

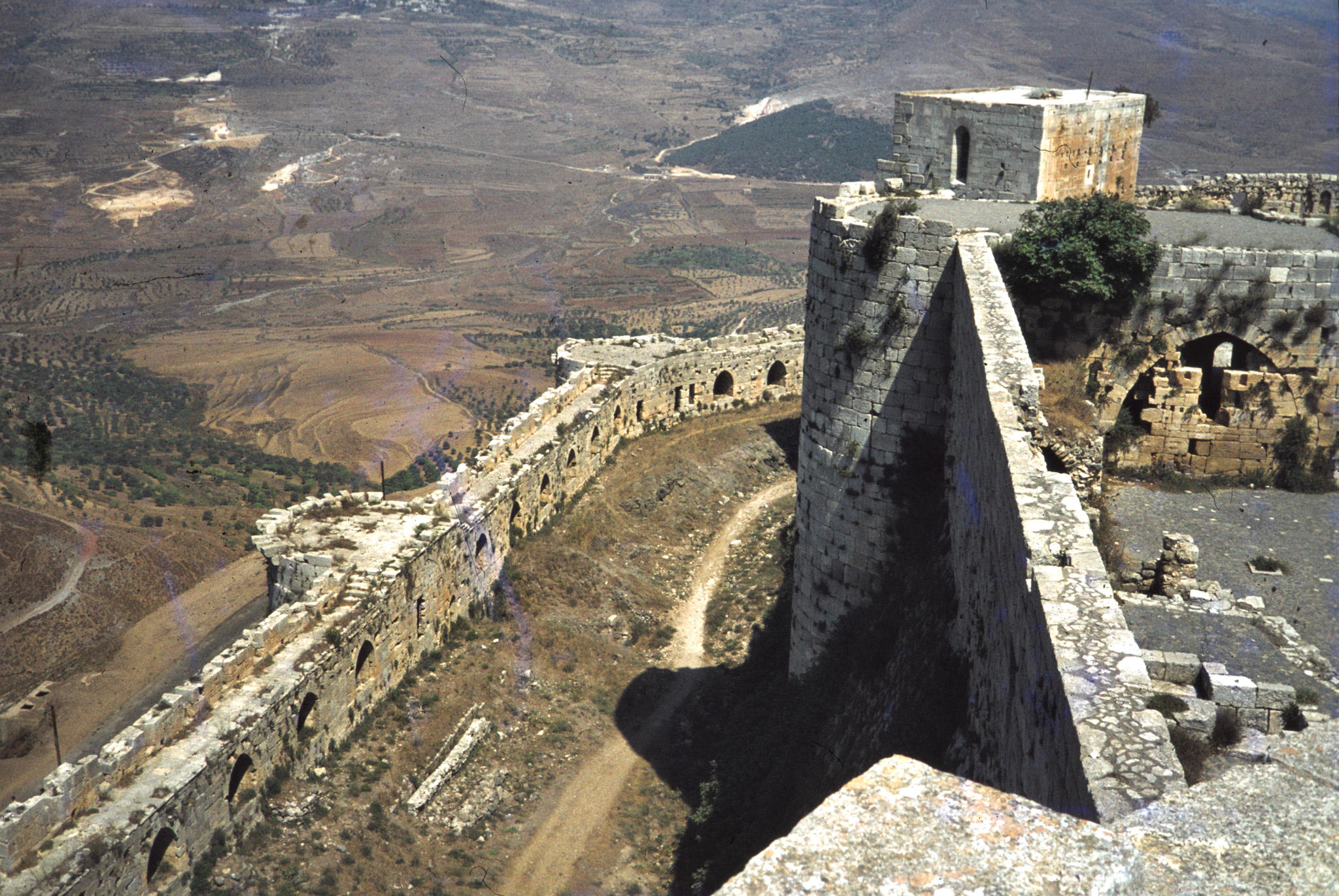
Prostor mezi vnitřní a vnější bránou

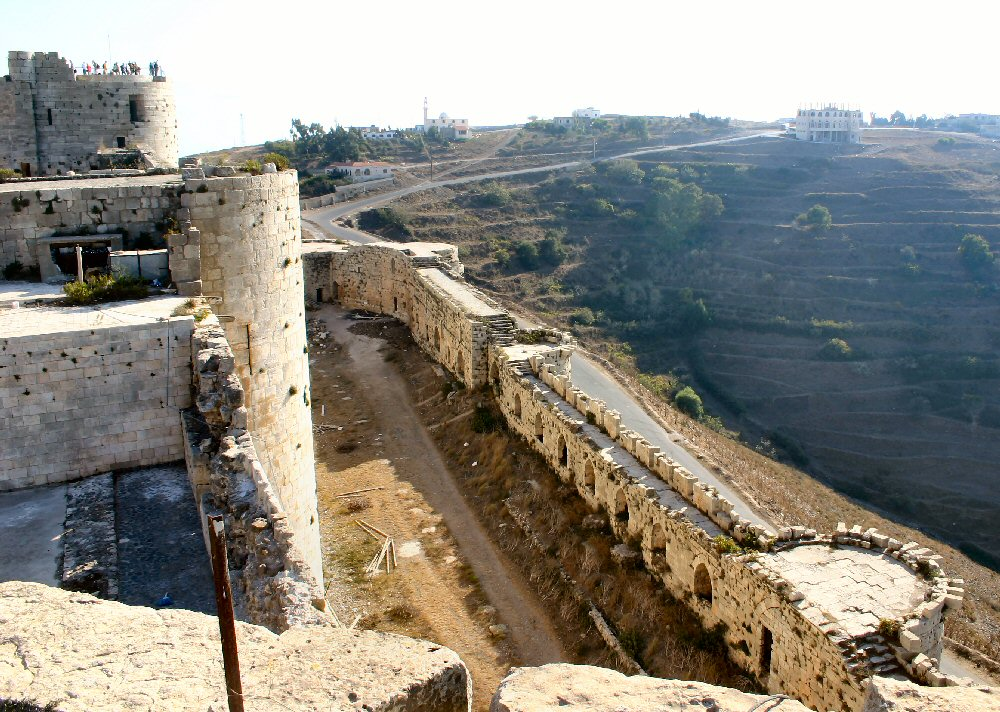
Prostor mezi vnitřní a vnější zdí

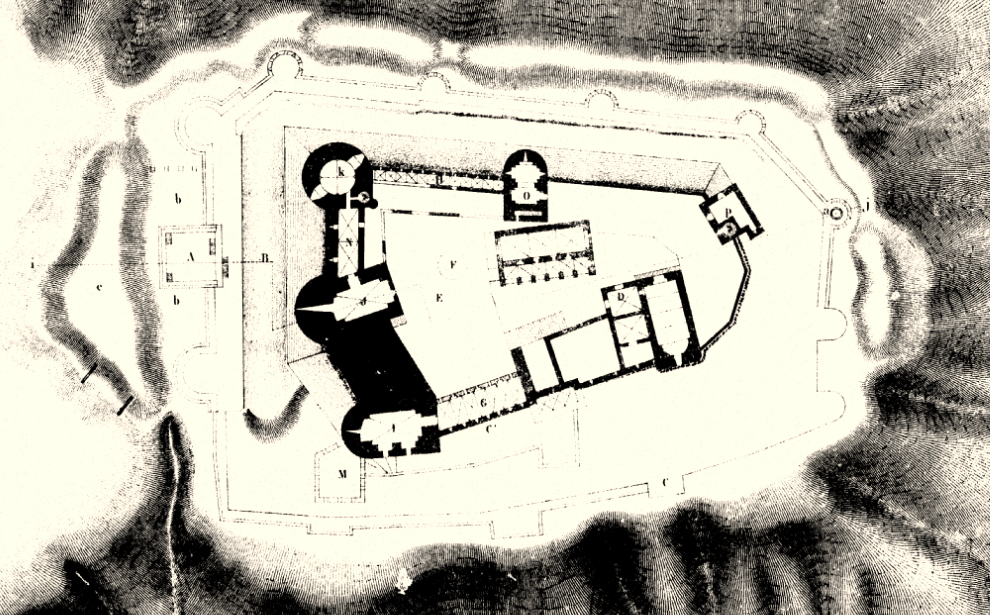
Půdorys Kraku des Chevaliers (1871)

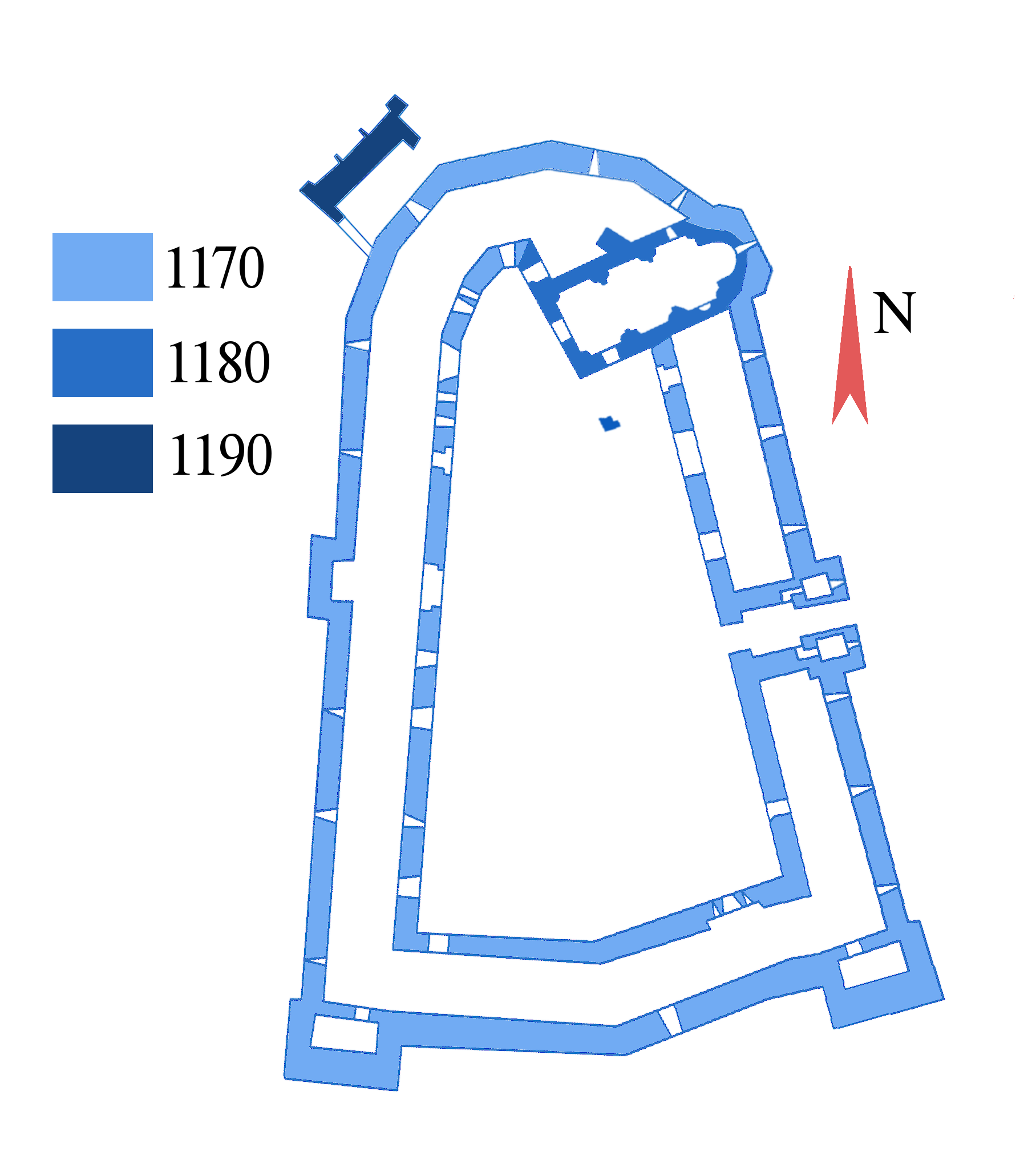
Změny půdorysu v letech 1170–1190

Blízký východ byl vždy místem střetu mnoha různých civilizací, Babyloňanů, Egypťanů, Chetitů, Izraelitů, Římanů, Peršanů, Byzantinců, Kurdů, Arabů, Seldžuckých Turků a evropských křižáků. Proto mnoho rozdílných kultur zanechalo své stopy v unikátní architektuře Kraku des Chevaliers.
V oblasti u Kraku bylo vybojováno mnoho konfliktů mezi různými národy, včetně bitvy u Kadeše roku 1274 př. n. l. mezi Chetity a egyptským faraonem Ramessem II. Římané a následně Byzantinci v této oblasti postavili mnoho pevností helénského stylu na obranu před perskými výboji, který částečně převzali následně Arabové, po dobytí těchto končin na Byzanci v letech 634–639.

### Vláda muslimů
Pod vládou Umajovské dynastie muslimští stavitelé převzali některé prvky byzantské architektury, hradeb a akvaduktů, které stočili do svých velkolepých paláců se zahradami uprostřed pouště. Budování pokračovalo i za dynastie Abbásovců (od roku 750), ačkoliv spíše pro vojenské účely, protože turecká vojska nepoužívala v takové míře opevnění.

### Křižáci
Původní pevnost v těchto místech byla vystavěna emírem z Aleppa roku 1034.
Během první křížové výpravy se jí zmocnil Raimond IV. z Toulouse, ale později ji opustil, aby s ostatními křižáky táhl dál na Jeruzalém. V roce 1144 ji Raimond II., hrabě z Tripolisu daroval řádu johanitů.
Johanité časem hrad přestavěli a rozšířili na největší křižáckou pevnost ve Svaté zemi. Přidali vnějším zdem tři metry do tloušťky a přistavěli sedm věží o průměru 8–10 metrů, čímž vytvořili koncentrický hrad. Velmistr řádu žil v jedné z věží, dále bylo v hradu přítomno padesát až šedesát rytířů a až dva tisíce pěších řadových vojáků. Ve 12. století měla pevnost vybudovaný příkop s padacím mostem, vedoucí k postranním branám.
Mezi vnitřními a vnějšími branami bylo nádvoří, vedoucí k vnitřním budovám, vystavěnými v gotickém slohu, jako je shromažďovací hala, kaple, sto dvacet metrů dlouhé skladištní prostory a dvě klenuté kamenné stáje, schopné pojmout až tisíc koní. Další skladiště byla vyhloubena ve skále pod hradem. Odhaduje se, že johanité by byli schopni odolávat obléhání až 5 let.
Roku 1163 byl hrad neúspěšně obléhán emíremem Núr ad-Dínem, po kterém se johanité stali prakticky nezávislou vojenskou silou na hranici Tripolisu. Roku 1170 byla dokončena reformace johanitů jako vojenské organizace. Na konci 12. a začátku 13. století byl hrad v důsledku četných zemětřesení a bojů poškozen a vyžádal si rozsáhlejší opravy.
V roce 1188 byl Krak des Chevaliers opět neúspěšně obléhán egyptským sultánem Saladinem. Během obléhání se muslimům podařilo zajmout hradního purkrabího. Obléhatelé vzali zajatce před hradní brány a přinutili ho, aby přesvědčoval své spolubojovníky, aby se vzdali. Purkrabí skutečně arabsky obránce vyzval ke kapitulaci, ale poté jim francouzsky nařídil, aby bránili své pozice do posledního muže.
Roku 1217 účastník páté křížové výpravy, uherský král Ondřej II. dal ještě více zesílit vnější zdi a finančně podpořil hradní posádku. Dne 8. dubna 1271 Krak des Chevaliers padl za pomoci podvodu do rukou sultána Bajbarse, poté, co byli rytíři přesvědčeni, že hrabě z Tripolisu kapituloval. Bajbars se předtím stihl vypořádat s ostatními menšími hrady v okolí včetně templářského Chastel Blanc. Tripolské hrabství však nekapitulovalo; hrad poté posloužil jako Bajbarsova základna k útokům právě proti hrabství. Johanitská kaple byla přeměněna v mešitu – symbol vítězství muslimů nad křesťany.
Seldžučtí Turci hrad použili i pro útok na Akkon roku 1291, poslední pevnost v křesťanských rukou, po jejím dobytí byli křižáci z Svaté země definitivně vyhnáni.
Eduard I., král Anglie, který se zúčastnil deváté křížové výpravy po vzoru Kraku des Chevaliers vystavěl své hrady v Anglii a Walesu.
| „                        | Snad je to nejzachovalejší a nejúchvatnější hrad na světě. | “ |
| — Thomas Edward Lawrence |                                                            |   |

### 21. století
Dle agenturních zpráv probíhaly v roce 2012 v okolí pevnosti boje v průběhu občanské války v Sýrii mezi vládními vojáky a povstalci, což ohrožovalo existenci této významné památky. Svědci uváděli, že ve zdech byly patrné stopy po střelbě a v okolí se nacházely krátery od dělostřeleckých granátů. V březnu 2014 oznámila vláda, že se jejím vojskům podařilo zpět dobýt tento hrad, na kterém se přes dva roky zdržovaly teroristické frakce. Na záběrech lze vidět, že hrad od vypuknutí války hodně utrpěl.

## Zásobování vodou

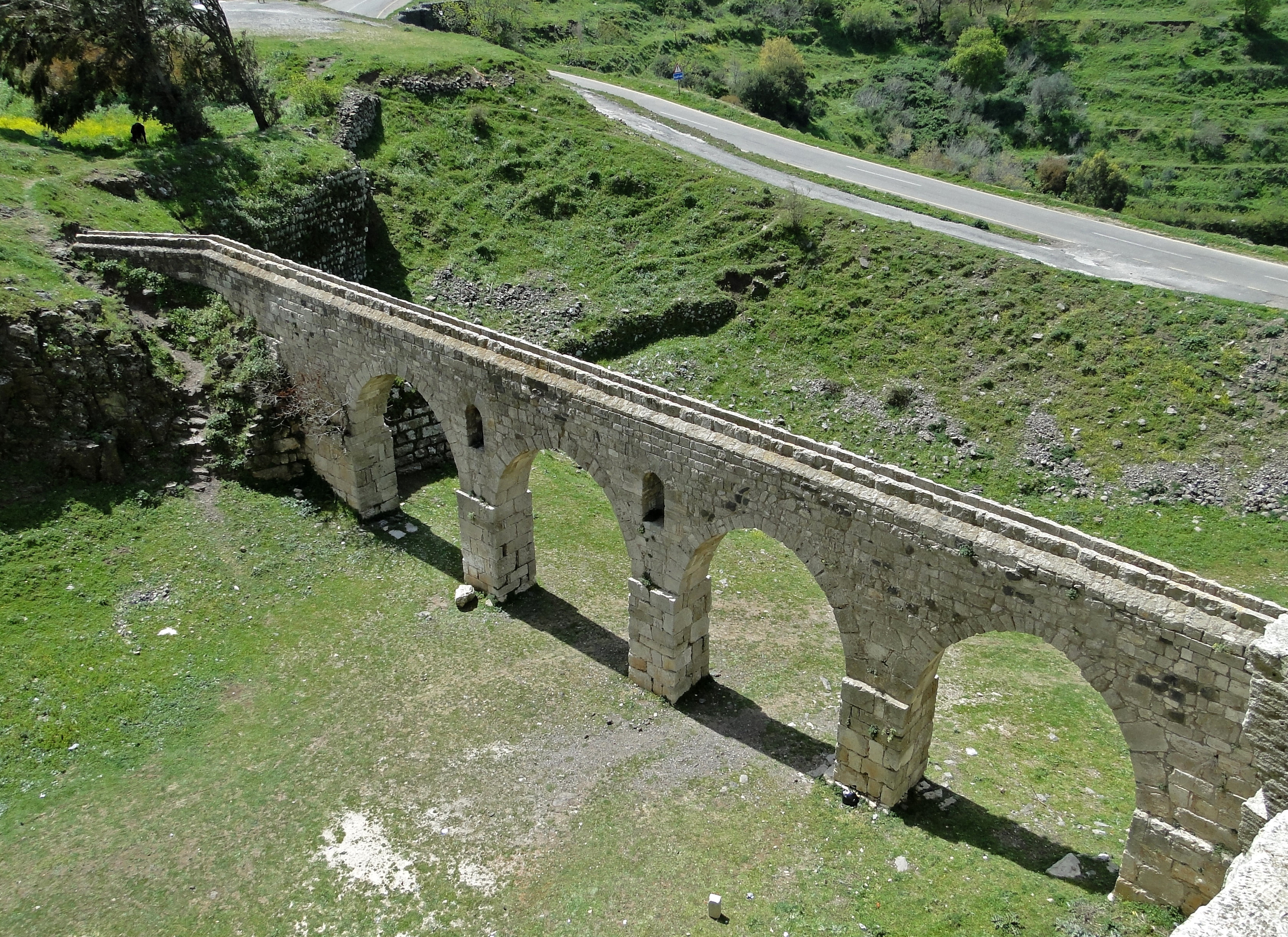
Akvadukt

Na nádvoří horního hradu je doložena existence osmi cisteren kruhového půdorysu a také stopy pokusu o vyhloubení studny. Ve druhém šíjovém příkopu bývala nádrž na vodu (tzv. berkil) s plochou o velikosti 75 × 11 metrů, do níž přiváděl vodu z pramenů jižně od hradu vysutý akvadukt.